# Watcha
Watcha（ウォッチャ、왓챠）は、大韓民国のソフトウェア会社。2011年9月に設立された。 レコメンドサービス「WATCHA PEDIA」（朝: 왓챠피디아）と、 動画配信サービス「WATCHA」（朝: 왓챠）を運営する。
日本での運営は、株式会社Watcha Japan（ウォッチャ ジャパン、Watcha Japan, inc.）が行っている。

## 沿革
- 2011年9月 - Frograms, Inc. (朝: 프로그램스）設立[1]。
- 2012年8月 ‐ レコメンドサービス「WATCHA(朝: 왓챠)」のベータ版を公開[1]。
- 2013年5月 ‐ 「WATCHA 」の正式版を公開[1]。
- 2015年9月 ‐ 「 WATCHA」の日本語版を公開。
- 2016年1月 ‐ 定額制動画配信サービス「WATCHA PLAY(朝: 왓챠플레이)」を公開[1]。
- 2018年3月 ‐ Watcha, Inc.（朝: 왓챠)に社名を変更[1]。
- 2020年7月9日 ‐ 「WATCHA」を「WATCHA PEDIA (朝: 왓챠피디아)」に、「WATCHA PLAY」を「WATCHA  (朝: 왓챠)」に改名[2]。
- 2020年9月16日 ‐ 動画配信サービス「WATCHA」を日本でリリース

## サービス

### WATCHA PEDIA
2013年に韓国で公開され、2015年に日本で公開されたレコメンドサービス。旧名称は、「WATCHA」。
映画やドラマの評価、レビュー機能のほか、ユーザーの記録データを分析し、一人ひとりの好みに合った作品をおすすめするサービス。
総評価件数は5億件を突破している。

### WATCHA
2016年1月に韓国でサービスを開始した動画配信サービス。日本でも2020年9月16日サービスを開始。人気の名作から映画好きでもあまり知らないようなコアな作品まで充実の作品をラインナップしている。他の動画配信サービスとはあまり作品が被らないように取り揃えている。WATCHAとWATCHA PEDIAのデータが連携されるため、作品評価を軸に一人ひとりにあった作品をオススメしてくれるのが、サービスとしての大きな特徴。
ベーシックプラント、プレミアムプランがある。
|                        | ベーシック プラン | プレミアム プラン |
| ---------------------- | ----------------- | ----------------- |
| 月額料金               | 790円(税抜)       | 1200円(税抜)      |
| 同時視聴可能台数       | 1台               | 4台               |
| ダウンロード可能作品数 | 5作               | 100作             |

#### WATCHAオリジナル作品
- 「UNFRAMED／アンフレームド」 ‐ 2021年12月配信
- 「セマンティックエラー」 ‐ 2022年3月配信
- 「ダブルトラブル」 ‐ 2022年4月配信
- 「ジョイン・マイ・テーブル」 ‐ 2022年6月配信
- 「最終兵器アリス」 ‐ 2022年7月配信
- 「知恵を奪うトッケビ」 ‐ 2022年8月配信